# Racing Club de Avellaneda
Il Racing Club de Avellaneda, conosciuto come Racing Club oppure come Racing de Avellaneda, è una società polisportiva con sede nella città di Avellaneda, nella provincia di Buenos Aires, in Argentina. Fondata il 25 marzo 1903, il soprannome é La Academia (del fútbol nacional), fa riferimento alla grande tradizione vincente della squadra, in cui si identificano tifosi e giocatori. Gioca le sue partite casalinghe allo stadio Presidente Perón, soprannominato El Cilindro de Avellaneda ("Il Cilindro di Avellaneda").

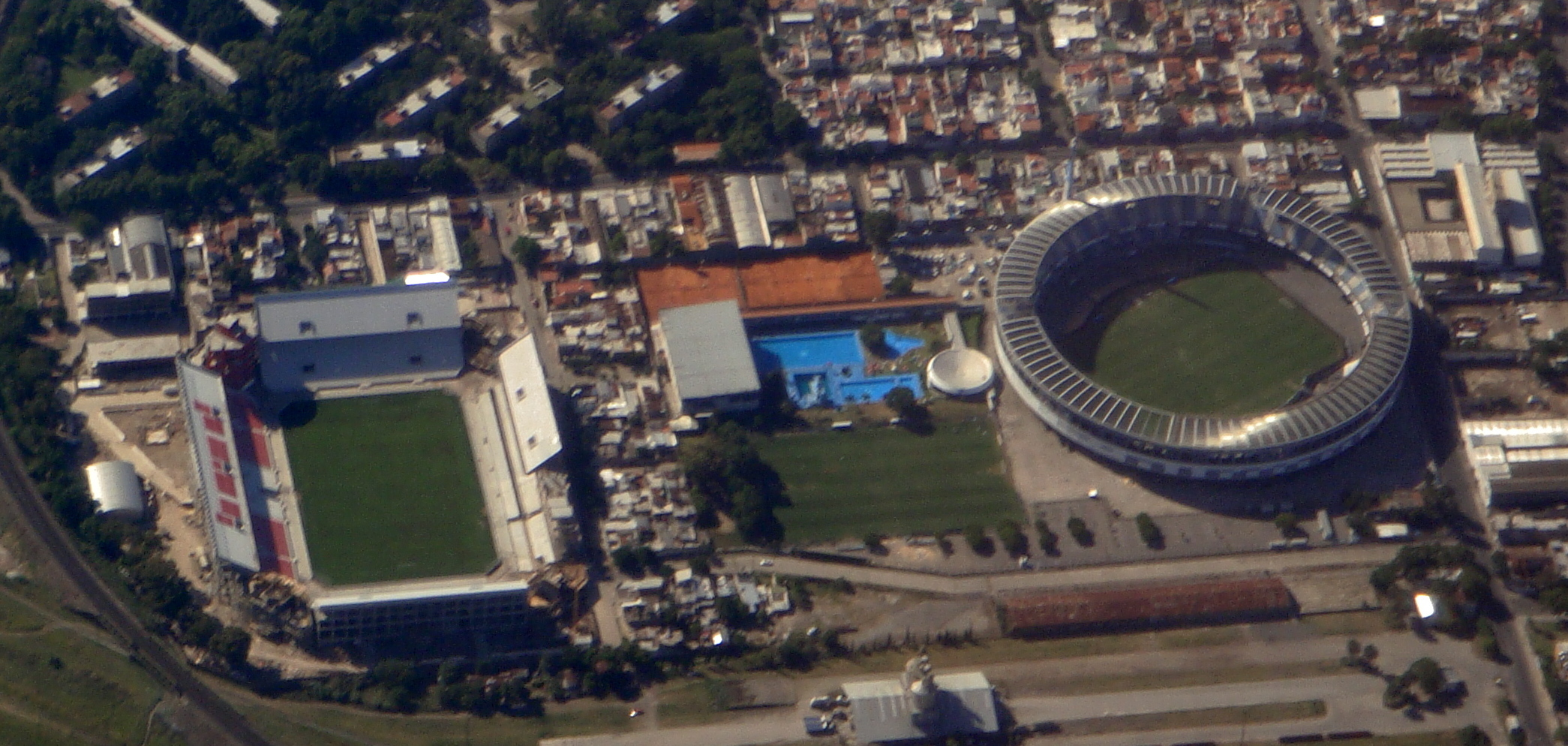
Curiosamente El Cilindro (stadio del Racing) e lo stadio Libertadores de América (stadio dell'Independiente, storico rivale del Racing) si trovano a meno di 300 metri di distanza

A livello internazionale nella bacheca del club figurano 8 titoli ufficiali: una Coppa Libertadores, una Coppa Intercontinentale, una Supercoppa Sudamericana, una Coppa Sudamericana, una Recopa Sudamericana, due Coppe Aldao ed una Copa de Honor Cousenier. Nel 1967 il Racing ha vinto sia la Coppa Libertadores che la Coppa Intercontinentale (contro gli scozzesi del Celtic), mentre nel 1988 si è aggiudicato la Supercoppa Sudamericana: grazie a queste vittorie La Academia è la seconda squadra argentina ad essersi fregiata del titolo di campione sudamericano per club e il primo club argentino a vincere la Coppa Intercontinentale, e quindi il primo club argentino a laurearsi campione del mondo.
A livello nazionale è la terza squadra in Argentina per numero di titoli ufficiali vinti: 33. Nella bacheca del club figurano: 18 campionati (di cui sette consecutivi, anche se ottenuti durante la cosiddetta era amatoriale del calcio argentino) e 15 coppe nazionali. Complessivamente il club si è aggiudicato 41 trofei ufficiali, 33 nazionali e 8 internazionali, che la rendono la quarta squadra più vincente in Argentina dietro Boca Juniors (74), River Plate (72) e Independiente (45).
Insieme a Boca Juniors, River Plate, Independiente e San Lorenzo forma le cosiddette "cinque grandi" del calcio argentino. La rivalità più accesa è con l'Independiente, il quale ha il proprio stadio a circa 300 metri di distanza da quello del Racing Club, e con cui disputa il Clásico de Avellaneda. Data la sua esistenza come polisportiva, è impegnata in diversi sport oltre al calcio, come la ginnastica artistica, la pallacanestro, il pugilato, l'hockey su prato, la pallamano, le arti marziali, il pattinaggio, il tennis e la pallavolo.

## Storia
Fondata il 25 marzo 1903 la squadra vinse 7 campionati consecutivi tra il 1913 e il 1919, imponendosi come uno dei principali club argentini dell'epoca non professionistica. Nel 1919 si aggiudicò il titolo vincendo tutte le partite, e nel 1914, 1915 e 1918 vinse il campionato senza subire alcuna sconfitta. Ancora nel 1921 e nel 1925 vinse due titoli nazionali.
L'avvento del professionismo limitò per qualche anno le fortune del club, che tornò al successo solo nel 1949. L'anno seguente venne inaugurato il nuovo stadio, che prese il nome dal presidente della Repubblica argentina Juan Domingo Perón. L'impianto è soprannominato El Cilindro de Avellaneda, o semplicemente El Cilindro. Anche nel 1950 e nel 1951 il Racing si laureò campione nazionale, ottenendo quindi tre titoli consecutivi.
Nel 1958 vinse il suo quarto campionato dall'introduzione del professionismo. Il quinto campionato arrivò nel 1961. Tra il 1965 ed il 1966, allenati da Juan José Pizzuti, il Racing rimase imbattuto per 39 partite, serie interrotta perdendo 2-0 fuori casa con il River. Ciononostante, il Racing conquistò un nuovo titolo argentino vincendo il campionato del 1966. Questo permise al club di disputare, l'anno seguente, la Coppa Libertadores, poi vinta, e divenire la prima squadra argentina a vincere la Coppa Intercontinentale, ai danni degli scozzesi del Celtic.

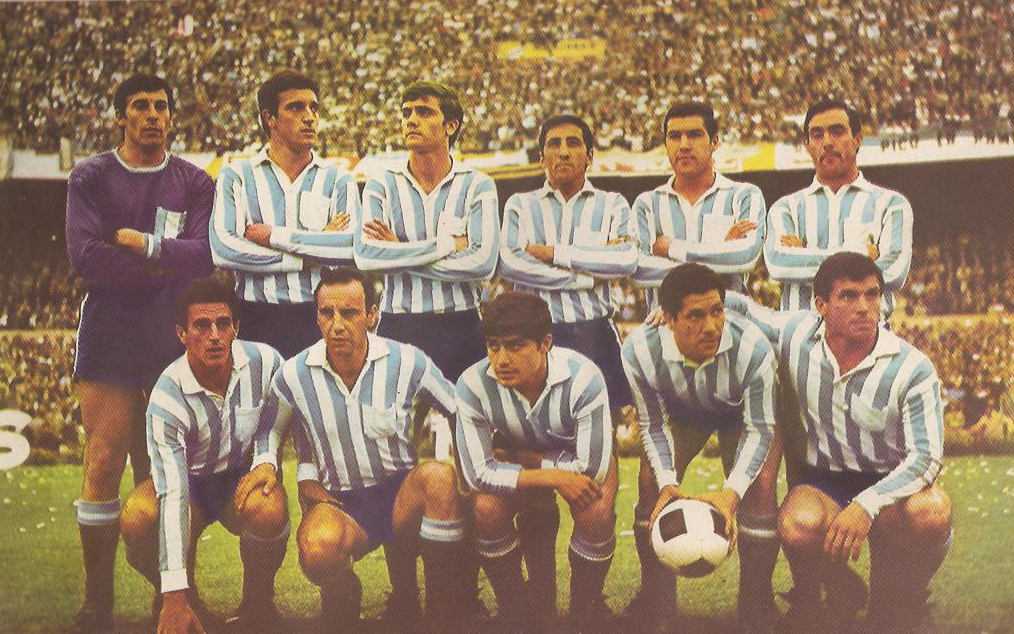
Il Racing Club vincitore della Coppa Intercontinentale 1967

Dopo alcune stagioni di tranquillità, nel 1983 la Academia venne retrocessa in seconda divisione, rimanendovi fino al 1985. Nel 1988 vinse la prima edizione della Supercoppa Sudamericana, torneo al quale partecipavano tutti i club già campioni del Sudamerica, e inoltre la Supercopa Interamericana, torneo quest'ultimo non riconosciuto ufficialmente dalla CONMEBOL e dalla CONCACAF.
Nel 1999 il Racing andò in bancarotta e fallì, ma i tifosi aiutarono la società a sopravvivere, con donazioni e raccolte fondi. Il Racing è stata la prima squadra d'Argentina ad essere gestita da una società per azioni, la Blanquiceleste S.A.. Due anni dopo, nel 2001, vinse il torneo di apertura interrompendo un periodo di digiuno dalle vittorie nazionali durato 35 anni.
L'8 luglio 2008 cessa di essere gestito dalla "Blanquiceleste S.A.". A fine ottobre 2009, dopo dieci gare di campionato, viene ingaggiato Lothar Matthäus come tecnico, al posto di Ricardo Caruso Lombardi. Dopo due giorni però l'allenatore tedesco cambia idea e si licenzia via SMS. A quel punto viene ingaggiato Miguel Ángel Russo.
Il 22 giugno 2011 l'ex centrocampista Diego Simeone diventa il nuovo allenatore del club. Sotto la sua guida, l'Academia giunge al secondo posto nel torneo di Apertura con 31 punti e al quindicesimo nel torneo di Clausura con 23 punti.
A fine stagione, Simeone lascia il Racing per andare all'Atletico Madrid.
Negli anni successivi, il Racing cambia vari allenatori vivendo stagioni di alti e bassi, corredate comunque da una finale di Copa Argentina nel 2012 e dalla retrocessione dei rivali storici dell'Independiente nel 2013.
L'anno successivo, Reinaldo Merlo si siede sulla panchina dell'Academia ottenendo però scarsi risultati e portando la squadra al 18º posto nel Torneo Final e venendo dunque esonerato in favore di Fabio Radaelli che guiderà la squadra nelle ultime due giornate di campionato.
Nel Torneo Transicion 2014, sotto la guida del nuovo allenatore Diego Cocca e grazie al ritorno dell'attaccante Diego Milito, che formerà un valido tridente con i giovani Gustavo Bou e Ricardo Centurión, il Racing vince il campionato. 
Un nuovo successo in campionato è colto nella stagione 2018-2019, dopo un duello con il Defensa y Justicia risolto alla penultima giornata, prima dello scontro diretto.
Nel dicembre 2019 il Racing vince il Trofeo de Campeones de la Superliga Argentina battendo gli ultimi campioni della Copa de la Superliga, il Tigre, per 2-0, con due gol di Matías Rojas.
Nel novembre 2022 il Racing si aggiudica il Trofeo de Campeones de la Liga Profesional Argentina sconfiggendo i vincitori del campionato argentino del 2022, il Boca Juniors, per 2-1.
Nel gennaio 2023 il Racing si aggiudica la Supercopa Internacional battendo il Boca Juniors per 2-1.
Nel novembre 2024 torna al successo in campo internazionale dopo 36 anni, vincendo la Coppa Sudamericana grazie al successo per 3-1 contro il Cruzeiro ad Asunción.
Nel febbraio 2025 il Racing si è laureato campione della Recopa Sudamericana sconfiggendo il Botafogo con un punteggio complessivo di 4-0.

## Cronistoria
Fonte: RSSSF.

## Statistiche e record
Fonte: RSSSF.

### Partecipazione ai campionati
| Categoria | Partecipazioni | Debutto | Ultima stagione |
| --------- | -------------- | ------- | --------------- |
| A         | 114            | 1911    | 2025            |
| B         | 8              | 1905    | 1985            |

## Palmarès[6]

### Competizioni nazionali
- Campionato argentino: 18

1913, 1914, 1915, 1916, 1917, 1918, 1919, 1921, 1925, 1949, 1950, 1951, 1958, 1961, 1966, Apertura 2001, 2014, 2019
- Segunda División: 1

1910
- Copa Ibarguren: 5

1913, 1914, 1916, 1917, 1918
- Copa de Honor Municipalidad de Buenos Aires: 4

1912, 1913, 1915, 1917
- Copa de Honor Adrián Beccar Varela: 1

1932
- Copa de Competencia Liga Argentina: 1

1933
- Copa de Competencia Británica George VI: 1

1945
- Trofeo de Campeones de la Superliga Argentina: 1

2019
- Trofeo de Campeones de la Liga Profesional: 1

2022
- Supercopa Internacional:   1

2022

### Competizioni internazionali
- Coppa Libertadores:   1

1967
- Coppa Intercontinentale:   1

1967
- Supercoppa Sudamericana:   1

1988
- Coppa Sudamericana:   1

2024
- Recopa Sudamericana: 1

2025
- Copa Ricardo Aldao:   2

1917, 1918
- Copa de Honor Cousenier:   1

1913

## Organico

### Rosa 2024-2025
Aggiornata al 31 gennaio 2025.
| N. |                      | Ruolo | Calciatore              |
| -- | -------------------- | ----- | ----------------------- |
| 2  | Argentina (bandiera) | D     | Agustín García Basso    |
| 3  | Argentina (bandiera) | D     | Marco Di Cesare         |
| 5  | Argentina (bandiera) | C     | Juan Ignacio Nardoni    |
| 7  | Colombia (bandiera)  | A     | Duván Vergara           |
| 9  | Argentina (bandiera) | A     | Adrían Martínez         |
| 10 | Argentina (bandiera) | A     | Luciano Vietto          |
| 11 | Argentina (bandiera) | C     | Matías Zaracho          |
| 13 | Argentina (bandiera) | C     | Santiago Sosa           |
| 15 | Uruguay (bandiera)   | D     | Gastón Martirena        |
| 16 | Uruguay (bandiera)   | C     | Martín Barrios          |
| 19 | Argentina (bandiera) | C     | Ignacio Rodríguez       |
| 20 | Argentina (bandiera) | D     | Germán Conti            |
| 21 | Cile (bandiera)      | P     | Gabriel Arias           |
| 23 | Argentina (bandiera) | D     | Nazareno Colombo        |
| 24 | Argentina (bandiera) | C     | Adrián Marcos Fernández |

| N. |                      | Ruolo | Calciatore        |
| -- | -------------------- | ----- | ----------------- |
| 25 | Argentina (bandiera) | P     | Facundo Cambeses  |
| 26 | Paraguay (bandiera)  | C     | Richard Sánchez   |
| 27 | Argentina (bandiera) | D     | Gabriel Rojas     |
| 28 | Argentina (bandiera) | A     | Santiago Solari   |
| 32 | Argentina (bandiera) | C     | Agustín Almendra  |
| 34 | Argentina (bandiera) | D     | Facundo Mura      |
| 35 | Argentina (bandiera) | D     | Santiago Quirós   |
| 36 | Argentina (bandiera) | C     | Bruno Zuculini    |
| 41 | Argentina (bandiera) | A     | Ramiro Degregorio |
| 43 | Argentina (bandiera) | D     | Gonzalo Escudero  |
| 49 | Argentina (bandiera) | C     | David González    |
| 59 | Argentina (bandiera) | D     | Fabián Sánchez    |
| 77 | Argentina (bandiera) | A     | Adrián Balboa     |
|    | Argentina (bandiera) | D     | Fernando Prado    |
|    | Argentina (bandiera) | P     | Gastón Gómez      |

## Giocatori

### Vincitori di titoli
- Daniel Killer (Argentina 1978)
- Ricardo Villa (Argentina 1978)

## Allenatori
| - (1931) Armando Reyes - (1933) Eugenio Medgyessy - (1935) Emilio Firpo - (1936) Alejandro Stirling - (1938) Mario Fortunato - (1940) Emilio Firpo - (1942) José Della Torre - (1942) Antonio De Mare - (1943) José Della Torre - (1945) Renato Cesarini - (1945) Nicolás Schiavone - (1945) Guillermo Stábile - (1954) José Della Torre - (1954) José D'Amico - (1955) Saúl Ongaro - (1958) José Della Torre - (1961) Saúl Ongaro - (1962) Juan Carlos Verdeal - (1963) Néstor Rossi - (1964) Norberto Anido - (1964) Juan Carlos Giménez - (1964) José Della Torre - (1965) José García Pérez - (1965) Juan José Pizzuti - (1970) José Santiago - (1970) Ataúlfo Sánchez - (1970) Juan Urriolabeitia - (1971) Humberto Maschio - (1971) José D'Amico - (1971) Victorio Spinetto - (1972) Víctor Rodolfo Rodríguez - (1973) Juan Carlos Rulli - (1973) Mario Griguol - (1973) Ángel Labruna | - (1974) Juan José Pizzuti - (1975) José Santiago - (1975) Osvaldo Zubeldía - (1976) Juan Carlos Giménez - (1976) Roberto Iturrieta - (1976) Pedro Dellacha - (1977) Alfio Basile - (1977) Juan Carlos Giménez - (1977) Agustín Mario Cejas - (1978) Víctor Rodolfo Rodríguez - (1978) Agustín Mario Cejas - (1978) Juan Urriolabeitia - (1979) Enrique Omar Sívori - (1979) Carlos Cavagnaro - (1980) Juan Carlos Lorenzo - (1980) Agustín Mario Cejas - (1980) Víctor Rodolfo Rodríguez - (1981) José Omar Pastoriza - (1982) Horacio Collazo - (1982) Carlos Cavagnaro - (1982) Rogelio Domínguez - (1983) Daniel Silguero - (1983) Juan José Pizzuti - (1984) Jorge Castelli - (1984) Agustín Mario Cejas - (1985) Cayetano Rodríguez - (1985) Juan Carlos Giménez - (1985) Alfio Basile - (1986) Rogelio Domínguez - (1986) Juan Domingo Rocchia - (1986) Alfio Basile - (1989) Héctor Martínez - (1989) Pedro Marchetta - (1990) Juan Carlos Oleniak | - (1990) Nelson Chabay - (1990) Juan Carlos Oleniak - (1991) Roberto Perfumo - (1991) Osvaldo Sosa - (1992) Humberto Grondona - (1993) Eduardo Solari - (1993) Juan José Pizzuti - (1993) Carlos Babington - (1994) Rodolfo Della Pica - (1994) Luis Cubilla - (1994) Héctor Martínez - (1995) Diego Maradona-Carlos Fren - (1995) Héctor Martínez - (1995) Pedro Marchetta - (1995) Rodolfo Domínguez - (1995) Miguel Ángel Brindisi - (1996) Alfio Basile - (1997) Carlos Babington - (1998) Ángel Cappa - (1999) Gustavo Costas - (2000) Alberto Jorge - (2000) Óscar López-Óscar Cavallero - (2001) Reinaldo Merlo - (2002) Osvaldo Ardiles - (2003) Emilio Comisso - (2003) Ángel Cappa - (2003) Miguel Ángel Colombatti - (2003) Ubaldo Matildo Fillol - (2004) Guillermo Rivarola - (2005) Fernando Quiroz - (2006) Alberto Fanesi - (2006) Diego Simeone - (2006) Reinaldo Merlo - (2007) Miguel Ángel Micó | - (2007) Gustavo Costas - (2007) Miguel Ángel Micó - (2008) Juan Manuel Llop - (2009) Ricardo Caruso Lombardi - (2009) Juan Barbas - (2009) Claudio Vivas - (2010) Miguel Ángel Russo - (2011) Diego Simeone - (2012) Alfio Basile - (2012) Luis Zubeldía - (2013) Fabio Radaelli - (2013) Carlos Ischia - (2013) Ignacio Carlos González - (2013) Reinaldo Merlo - (2014) Fabio Radaelli - (2014) Diego Cocca - (2016) Facundo Sava - (2016) Claudio Úbeda - (2016) Ricardo Zielinski - (2017) Diego Cocca - (2017) Juan Ramon Fleita - (2017) Eduardo Coudet - (2020) Sebastián Beccacece - (2021) Juan Antonio Pizzi - (2021) Claudio Úbeda - (2021) Fernando Gago - (2024) Gustavo Costas |

## Presidenti
| - (1903) Arturo Artola - (1904) Alejandro Carbone - (1905) Pedro Werner - (1906) Arturo Artola - (1911) Luis Carbone - (1912) Arturo Giro - (1914) Leopoldo Siri - (1915) Luis Carbone - (1917) Arturo Giro - (1918) Luis Carbone - (1919) Manuel Vázquez - (1920) Julio Planisi - (1921) Luis Carbone - (1922) Pedro Groppo - (1924) Luis Carbone - (1925) Pedro Groppo - (1926) Leandro Boloque - (1927) Luis Galdeano - (1929) Julio Planisi | - (1932) Alberto Sordelli - (1933) Ernesto Malbec - (1935) Arnaldo Basso - (1936) Ernesto Malbec - (1937) Antonio Salustio - (1938) Leandro Boloque - (1939) Luis Carbone - (1942) Leandro Boloque - (1943) Carlos A. Pailot - (1954) Arnaldo Basso - (1955) Manuel Teitelman - (1956) Luis Chamizo - (1958) Juan Carlos Athor - (1961) Sigfredo Sisco - (1964) Santiago Saccol - (1967) Baldomero Pico - (1968) Santiago Saccol - (1970) Armando Ramos Ruiz - (1971) Nerón Sordelli | - (1974) Roberto Fontella - (1975) Ramón Vinagre - (1977) Horacio Rodríguez Larreta - (1978) Humberto Capelli - (1980) Santiago Saccol - (1983) Enrique Taddeo - (1986) Héctor Rinaldi - (1987) Juan De Stéfano - (1991) Juan De Stéfano - (1995) Osvaldo Otero - (1998) Héctor Daniel Lalín - (2001) Blanquiceleste S.A. (gestione commissariale) - (2008) Rodolfo Molina - (2011) Gastón Cogorno - (2013) Victor Blanco - (2014) Victor Blanco - (2017) Victor Blanco - (2020) Victor Blanco - (2024) Diego Milito |  |  |